# Бас-Тер

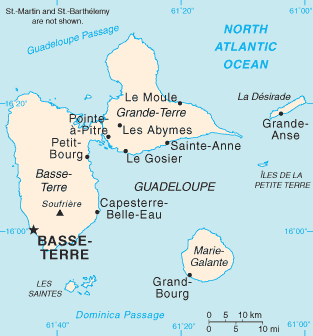
Бас-Тер на карте Гваделупы

Бас-Те́р (фр. Basse-Terre) — город на острове Гваделупа (Малые Антильские острова), административный центр Французской Гваделупы. Расположен у подножия вулкана Суфриер. Население 10 046 человек (2018). Морского порта нет, лишь глубоководная якорная стоянка. Сахарная промышленность. Вывоз сахара-сырца, бананов, кофе, какао, ванили.
Среди уроженцев города — французский военный и композитор, дирижёр, скрипач-виртуоз шевалье де Сен-Жорж.

## Название
Слово «Basse-Terre» переводится с французского языка как «низменность», на сленге моряков XVII века обозначало «местность, защищенную от ветров».

## История
Первое индейское поселение, существовавшее на территории современного города, датировано 2 300 г. до н. э. Основан в 1643 году[уточнить] по приказу губернатора Гваделупы Шарля Уэля. В 1649—1650 году был построен форт, ныне известный как форт Дельгрес. До конца XVIII века являлся коммерческим центром Гваделупы, которым позже стал город Пуант-а-Питр, расположенный на соседнем острове Гранд-Тер. В результате урагана 1979 года порт был разрушен, что стало толчком для дальнейшей активизации развития и модернизации экономики. Сильные засухи 1994 и 1995 годов привели к неурожаю бананов.

## Образование
В городе находится школа Жервиль-Реаш, названная в честь французского политика.

## Спорт
В 2004 году местная футбольная команда «Расинг» выиграла 3 национальных звания чемпиона. В столице расположено несколько спортивных стадионов. Многофункциональный стадион «Штаде Сент-Клод», вмещающий 3 000 человек, в настоящее время используется для проведения матчей Сборной Гваделупы по футболу, клубами Racing Club de Basse-Terre и La Gauloise de Basse-Terre.

## Достопримечательности
- Суфриер — вулкан, у подножия которого построен Бас-Тер.
- Нотр-Дам-де-Гваделуп — собор Девы Марии Гваделупской, кафедра епархии Бас-Тера
- Нотр-Дам-дю-Мон-Кармель — церковь Девы Марии Кармельской в Бас-Тере
- Форт-Дельгрес — форт, исторический памятник Гваделупы
- Дворец правосудия (Бас-Тер)
- Монастырь Святого Антония (Бас-Тер)